# دستور موقت
دستور موقت یا دادرسی فوری، مکانیسمی است که در ماده ۳۱۰ قانون آیین دادرسی دادگاه‌های عمومی و انقلاب در امور مدنی پیش‌بینی شده و مطابق آن ذی‌نفع (اصولاًخواهان)می‌تواند از دادگاه درخواست کند که برای جلوگیری از دخل و تصرف مادی در خواسته دعوا و جلوگیری از ورود ضرر به آن، مال تا زمان تعیین تکلیف دادگاه از هرگونه تصرف در امان بماند و توقیف شود.

## شرایط مهم دستور موقت
- یکی از شرایط مهم برای صدور دستور موقت، فوریت داشتن دعواست. مثل دعوای تصرف عدوانی که خارج از نوبت رسیدگی می‌شود اما برای دعواهای دیگر که طولانی هستند اصولاً از این مکانیسم استفاده نمی‌شود.
- برای اینکه دستور موقت صادر شود، طرفی که تقاضای دستور موقت کرده باید به صندوق دادگستری مبلغی تحت عنوان خسارت احتمالی پرداخت کند تا در صورتی که ادعایش ثابت نشد و شکست خورد این مبلغ به حساب روزهایی که مال توقیف شده بود به طرفی که مال تحت تصرف او بوده پرداخت شود. این خسارت احتمالی می‌بایست از طریق اخذ تأمین صورت بگیرد. استثنائاً در دعوای تصرف عدوانی نیازی به اخذ تأمین از درخواست کننده نیست.
- همچنین با صدور رای به ضرر درخواست کننده در دادگاه بدوی، در صورت تجدید نظر خواهی دستور موقت باطل نمی‌شود و همچنین است اگر در دادگاه تجدید نظر نیز اینگونه باشد در صورت فرجام خواهی باز هم دستور موقت باطل نمی‌شود. اما باز هم در دعوای تصرف عدوانی اگر در دادگاه پایین‌تر رای به ضرر درخواست کننده داده شود دستور موقت باطل شده و در صورت ارجاع به دادگاه بالاتر باید دستور موقت جدیدی درخواست شود.